# Yuji Yaso
Yuji Yaso (八十 祐治 Yaso Yuji?), född 31 oktober 1969 i Osaka prefektur, är en japansk tidigare fotbollsspelare.
Yaso började sin karriär 1993 i Gamba Osaka. Efter Gamba Osaka spelade han för Vissel Kobe, Albirex Niigata och Yokogawa Electric. Han avslutade karriären 2000.